# 八卦掌
八卦掌為中國武術的著名拳種，源自清朝末年武師董海川，與太極拳和形意拳並稱三大內家拳。

## 主要掌法
八卦掌最著名，也最具代表性的掌法為三個母掌，分別是單換掌，雙換掌，順式掌。
一般而言，八卦掌從董海川算起到了第二代便開始出現風格明顯不同的流派，掌法名稱也不盡相同，但有部分如上述三母掌是共同的，八卦掌的一個重要特色是繞圓走轉，其中旋轉與螺旋的動作為其特色，在走轉中換的掌法一般統稱轉掌，以下舉程派八卦掌的轉掌部分掌名為例：
程派八卦掌的轉掌部分可分為兩階段，其一為八大母掌共八掌（或稱八大綱），其二為先天八卦共十掌（或稱天干八卦或十天干）：
八大母掌：
１單換掌
２雙換掌
３順式掌
４背身掌
５翻身掌
６磨身掌
７三穿掌
８回身掌
天干八卦：有四形與四身
１蛇形順式掌
２龍形穿手掌
３虎形回身掌
４燕形蓋手掌
５轉身反背掌
６擰身探馬掌
７翻身背插掌
８停身搬扣掌
９片旋掌
１０五龍擺尾掌
八卦掌除了轉掌部分，的另一個重要組成部分為後天掌或稱地支八卦，共有六十四掌，故也有人會說八卦六十四掌，這六十四個散手掌便是八卦掌對敵的基礎手法，配合天干八卦練出來的靈活身法與步法，便形成獨樹一幟的八卦掌，民國初年著名的第三代（從董海川算起）八卦掌傳人高義盛先生有云「先天掌為後天掌之本，後天掌為先天掌之用，無先天掌則八卦掌無根源，無後天掌則八卦掌不齊全。」

## 源流
八卦掌的来源由于资料的缺乏已无从考证，一般把它归之于清朝咸丰年间的武术家董海川（1797-1882）。董海川由于其围圆而习练，开始叫转掌，后来门人称作八卦转掌，最后定名为八卦掌。八卦掌主要有两个流派：一个是以程廷华的龙爪掌为代表的程派，一个是以尹福的牛舌掌为代表的尹派。其他流派基本都和这两个流派有关。

## 国家级非物质文化遗产名录
2009年9月被评为“国家级非物质文化遗产—八卦掌项目”代表性传承人——任文柱

## 主要流派
- 程派八卦掌——程廷华
- 尹派八卦掌——尹福
- 梁派八卦掌——梁振蒲
- 史派八卦掌——史計棟
- 樊派八卦掌——樊志涌
- 形意八卦掌——張占𣁽

董海川以後，八卦掌主要分為二個重要流派，即程派八卦掌和尹派八卦掌。兩者八卦掌的區別之一在於掌形，尹派所用的為牛舌掌，而程派所用的掌則是龍爪掌，其餘區別主要在風格上，程尹二人由於是帶藝投師，董海川因材施教，一般而言在風格上可以粗略的稱程派為柔掌，尹派為硬掌
不過經現代的演化，中國的尹派八卦也把牛舌掌的特質改變了，大部份的八卦掌都採用龍爪掌，但台灣壽山八卦掌仍然保持傳統的姿勢。
尹福是清朝皇宮侍衛教頭，故這一派主要於大內盛傳，重要傳人有尹玉璋，宮寶田與宮寶山。宮氏的八卦掌又傳到劉雲樵與宮寶齋，由此傳至台灣。
程廷華則於北京城除皇宮外傳授八卦掌，重要弟子很多，如程有龍，程有信，程有功，程有生，李文彪，劉斌，周玉祥，高義盛，孫祿堂等，其中有功為程廷華的姪子,有龍為程廷華長子，其武藝為程廷華親授。程有信為程廷華的次子,程廷華死時,程有信年方九歲,其武藝為程有龍李文彪等程廷華弟子傳授，現北京劉敬儒，劉興漢，孫志君，香港的何可才，鄧昌成，天津的劉鳳彩，以及台灣的吳錦園，張峻峰等都是程派八卦掌開出的重要門派。
八卦掌流傳至今，程尹兩大支派可說是代表性的系統。
另外值得一提的是，八卦掌與形意拳在拳理與招式的關係一直都很密切，有些傳人合併了這兩個門派，被稱為形意八卦掌。形意八卦掌脫胎於程派，始於張占魁及其門下。張占魁曾從劉奇蘭學形意拳，後在董海川墓前拜師，由程廷華代師傳藝，此派傳承之後被稱為形意八卦掌。

## 特徵
八卦掌的特徵是身步法的靈活性，以及避正打斜，滾鑽掙裹，並以淌泥步做為走轉的主要步形，以擺步與扣步做變化。
八卦掌的特殊之處在於基本功由走轉換掌中培養出來，一般所見的走圈只是八卦掌內容的一小部分，走圈中換掌的目的在於訓練出八卦掌特有的靈活步法與身法，這也是避正打斜的基礎，同時也是訓練螺旋勁與擰勁的重要過程。走圈只是築基功，並不是用來對敵的招式。
除了走轉中換掌鍛鍊出的基本功外，八卦掌還有散手掌，或稱後天六十四掌，或稱地支六十四掌，散手掌中的每一掌沒有走圈時換的掌來的複雜，也不一定在圓圈上行步，每一掌都是對敵拆招的基礎，包含數種八卦掌擊人的重要手法，這個時候由走圈中練出來的功力就十分重要了。
於走圈換掌與散手掌練習純熟後，亦可將散手掌化於走圈中，也就是身法步法與手法的多種變化，套路非常靈活，並不固定，但是所謂的不固定並非亂使，而是在有一定的拳理與基礎上隨意變化。任何拳法皆是如此，初學者仍須穩紮穩打，一板一眼的打基礎。

## 八卦掌的特殊器械
八卦掌有風格獨具的掌法，在這樣的基礎上，有了相對應的特殊兵器：子午鴛鴦鉞，或簡稱八卦雙鉞或雙鉞。
雙鉞是短兵器，兩手各持一支，用法便是八卦掌的掌法，所以大體而言，雙鉞的功用是將八卦掌的殺傷力提高，攻擊的武器從手掌換成鉞。